# Pian di Sco
Pian di Sco är en ort och frazione i kommunen Castelfranco Piandiscò i provinsen Arezzo  i regionen Toscana i Italien. 
Pian di Sco upphörde som kommun den 1 januari 2014 och bildade med den tidigare kommunen Castelfranco di Sopra den nya kommunen Castelfranco Piandiscò. Den tidigare kommunen hade 6 460 invånare (2013).